# 李大雨
李 大雨（イ・デウ、朝鮮語: 이대우、1914年1月28日 - 2003年9月18日）は、大韓民国の政治家。第8代韓国国会議員を歴任した。
本貫は慶州李氏。字は大鎮（テジン、대진/大鎭）、号は一青（イルチョン、일청/一靑）。キリスト教徒。

## 経歴
日本統治時代の慶尚北道義城郡出身。日本美濃神学校専門課程3年修了。民主党慶尚北道党組織部長、民衆党大邱中区党委員長、新民党大邱中区党委員長・慶尚北道支部副委員長・中央常任委員会副議長・中央指導委員・全党大会首席副議長（議長権限代理）、民主韓国党慶尚北道党委員長・諮問委員、統一民主党慶北大邱支部顧問、新韓国党大邱市支部顧問、大韓民国憲政会大邱支会長などを務めた。
2003年、老衰により死去。享年90。